# Zancona (torrente)
La Zancona è un torrente della Toscana meridionale, che nasce dalla Riserva Naturale del Monte Labbro fino a confluire nel fiume Ente. Il corso d'acqua attraversa i territori comunali di Arcidosso, Castel del Piano, Cinigiano e Seggiano.
Scendendo dalle pendici occidentali del Monte Amiata e da quelle settentrionali del Monte Labbro, si dirige a nord attraversando i villaggi delle Macchie e Zancona, passando fra il poggio di Roveta ed Arcidosso, lambisce ad ovest Montelaterone, e prosegue a nord lasciandosi alla sinistra il borgo di Monticello Amiata. Dopodiché si inoltra sotto Montegiovi, dove insieme al torrente Vivo, si immette nel torrente Ente. Il tragitto si conclude dopo circa 10 chilometri, dove l'Ente, che ha accolto nel suo corso d'acqua la Zancona e il Vivo, confluisce nell'Orcia.
Il torrente presenta un fondo perlopiù ciottoloso, anche se non mancano zone in cui il fondale è sabbioso o a grandi massi. L'acqua è limpidissima e pulita, e la vegetazione è quella tipica del bosco cedue, con tronchi e radici che interrompono talvolta la corrente.
La Zancona è un torrente molto famoso per la pesca, essendo ricco di pesci quali la trota e il barbo.
Lungo il torrente, nei pressi dell'isola ecologica situata oltre il viadotto sulla vallata, sono stati rinvenuti reperti risalenti al IV secolo a.C. e una necropoli del III-II secolo a.C., ovvero un sepolcro a incinerazione caratterizzato dalla presenza di urne di arenaria e vasi cinerari su cui sono scritti i nomi dei defunti in etrusco.